# Emploi des personnes handicapées en droit français
Pour un article plus général, voir Emploi des personnes handicapées.
En France, dans les domaines public et privé, des politiques favorisent l’emploi des personnes handicapées. Malgré les mécanismes d’emploi direct et d’emploi indirect des personnes handicapées, il demeure des freins à l’embauche. La mise en place de divers moyens en faveur de l’emploi des personnes handicapées bénéficie d’une reconnaissance internationale. 

## Accès des personnes handicapées à l'emploi
Les personnes handicapées sont moins souvent en emploi que les personnes sans handicap.

### En France
En 2015, 2,8 millions d'adultes (15-64 ans) disposent d'une Reconnaissance de la qualité de travailleur handicapé (RQTH) et 988 000 d'entre elles ont un emploi.

#### Chiffres sur l'emploi dans la fonction publique
En 2006, le taux d’emploi de personnes en situation de handicap s’élevait à 3,74% pour l’ensemble de la fonction publique. 
En 2018, ce taux d’emploi s’élève à 5,61% (soit 250 760 bénéficiaires) contre 5,32% en 2016 et 5,49% en 2017. Seule la fonction publique territoriale atteint l’objectif de 6% avec 6,76% comme taux d’emploi contre 5,67% pour la fonction publique hospitalière et 4,65% pour la fonction publique d’État.

## Les politiques françaises en faveur de l'emploi des personnes handicapées

### L'emploi direct des travailleurs handicapés dans la fonction publique

#### L'exigence légale d'un seuil minimal pour le recrutement
En France, il existe une obligation légale, appelée « obligation d’emploi des travailleurs handicapés » (OETH) pour les employeurs d’embaucher un certain nombre de personnes en situation de handicap. La loi de 1987 a instauré pour tout employeur employant au moins 20 salariés, qu’il soit du secteur public ou du secteur privé, une obligation d’employer un certain nombre de travailleurs handicapés, à hauteur d’au minimum 6% de leur effectif.
Depuis la loi d’aménagement du temps de travail (dite loi Séguin) de 1987, l’État et les établissements publics doivent employer 6% de travailleurs handicapés de leur effectif total. La loi n°2005-102 du 11 février 2005 pour l'égalité des droits et des chances, la participation et la citoyenneté des personnes handicapées (dite loi handicap) a soumis toutes les fonctions publiques à cette obligation.En 2006, le fonds pour l’insertion des personnes handicapées dans la fonction publique (FIPHFP) est créé. Ce fonds a une mission d’incitation favorisant le recrutement et le maintien de l’emploi au sein des trois fonctions publiques.
Depuis la loi du 11 février 2005, des mesures plus coercitives ont été mises en place pour assurer le respect de cette mesure. Ainsi, depuis le 1er janvier 2006, le non-respect de cette obligation entraîne l’obligation de versement d’une contribution annuelle au FIPHFP, ou à l’AGEFIPH pour le secteur privé.
Dans le secteur public comme dans le secteur privé, le quota de 6% se calcule en équivalent temps plein. Un salarié employé à temps complet (ayant une durée de travail égale ou supérieure à la moitié de la durée légale ou conventionnelle) compte pour une unité. Un salarié employé à temps partiel (ayant une durée de travail égale ou inférieure à la moitié de la durée légale ou conventionnelle), compte pour une demi-unité. Ainsi, un employeur pourra employer 2 salariés à temps partiel, ou 1 salarié à temps complet, afin d’obtenir une unité. Il devra employer autant de travailleurs handicapés que nécessaire afin de remplir le quota de 6%, en fonction de l’effectif.
Certains types de stages répondent à l’obligation si le stagiaire est reconnu comme une personne handicapée. Il s’agit des « stages de formation professionnelle, des stages organisés par l’Association de gestion du fonds pour l’insertion des personnes handicapées (Agefiph) et par France Travail, des stages en alternance dans le cadre d’une formation du second degré, des stages prévus dans le cursus des étudiants dans l’enseignement supérieur ».
Il faut également que le stagiaire soit en stage pour une durée de 35 heures ou une durée supérieure. Le stagiaire est reconnu comme travailleur handicapé durant sa période de stage s’il est bénéficiaire de la prestation de compensation du handicap ou de l’allocation d’éducation de l’enfant handicapé. L’entreprise peut remplir au maximum 2% de l’effectif total de ses salariés en prenant en compte la présence des stagiaires handicapés.
Les périodes d’observation des élèves de l’enseignement général peuvent être prises en compte si l’élève a une convention de stage et s’il bénéficie des allocations précitées.
Toutes les collectivités publiques, y compris celles de moins de 20 agents depuis la loi du 5 septembre 2018, ont l’obligation de faire une déclaration sur la plateforme e-services du Fonds pour l’insertion des personnes handicapées lors de la première moitié de l’année, et cela chaque année.

#### La reconnaissance en qualité de travailleur handicapé
En France, pour rejoindre une des trois fonctions publiques (État, territoriale et hospitalière) en tant que personne en situation de handicap, il est nécessaire d’avoir obtenu la reconnaissance de la qualité de travailleur handicapé (RQTH). Cela permet d’accéder à la fonction publique par voie de concours aménagé ou par voie contractuelle.
Afin de se faire reconnaître comme travailleur handicapé, la personne concernée doit adresser un dossier rempli auprès de la Maison Départementale des personnes handicapées (MDPH) qui sera par la suite transmise à la commission des droits et de l’autonomie des personnes handicapées (CDPAH) qui prendra la décision. La personne concernée recevra par courrier l’avis de décision de la CDPAH.

#### Le cas de la fonction publique territoriale
En 2018, la fonction publique territoriale comprenait 106 102 personnes en situation de handicap sur 1 886 000 personnes comme effectif total ce qui représentait 43,31% de la fonction publique contre 36,42% pour la fonction publique d’État et 21,27% pour la fonction publique hospitalière.
La fonction publique territoriale est la seule fonction publique où le taux d’emploi plafond est atteint. Les collectivités territoriales essaient de respecter le taux, ce qui traduit leur exemplarité pour faire accéder l’emploi territorial aux personnes en situation de handicap. Le conseil départemental de la Côte d’Or, en concluant une convention avec le FIPHFP en 2013, a mis en place une organisation interne particulière ce qui a engendré des aménagements de postes de travail, des reclassements, et recrutements spécifiques. La communauté d’agglomération Amiens Métropole a instauré une politique de renforcement de l’accès à la qualification des jeunes en situation de handicap par l’apprentissage. Également, elle a développé un partenariat avec CAP emploi et des centres de formation. En 2012, le conseil départemental de la Vienne comptait moins de 1 % d’agents en situation de handicap, aujourd’hui il est à plus de 8 %.  Ils ont fait le choix de la discrimination positive dans les recrutements à compétences égales de deux candidats.
La ville de Paris a atteint le taux d’emploi légal de 6% en 2017 par la mise en place d’une politique qui a débouché sur le pilotage par une délégation handicap au sein des DRH.  Le recrutement peut être fait par voie dérogatoire, ce qui donne un nombre certain de candidats. La ville s’est par ailleurs adaptée pour ajuster sa politique de maintien de l’emploi en passant par l’évaluation de chaque dossier mais aussi par la prise en compte de l’atmosphère de travail et les possibilités d’aménagement des postes de travail.

### L'emploi indirect des travailleurs handicapés dans la fonction publique

#### Le secteur public
Si le taux de 6% posé par la loi n’est pas respecté, une contribution au FIPHFP est imposée. Néanmoins, cette contribution peut être réduite si des dépenses en faveur du handicap ont été faites. Pour le FIPHFP, les missions sont similaires, et consistent à :
- Favoriser l’emploi des personnes en situation de handicap ;
- Aider à leur maintien dans l’emploi
- Contribuer à un environnement professionnel accessible ;
- Valoriser l’apprentissage ;
- Soutenir la formation professionnelle des agents en situation de handicap et sensibiliser l’environnement professionnel[8].

Il existe toutefois des moyens pour les employeurs publics de remplir l’obligation d’emploi, par des mesures que l’on appelle les unités déductibles. Cependant, la moitié de l’obligation d’emploi doit être remplie, soit la moitié des 6% sur l’effectif total de la structure. Parmi ces unités déductibles, on trouve plusieurs possibilités :
- La sous-traitance avec des entreprises employant de travailleurs handicapés : Il s’agit du procédé des emplois indirects.Selon un rapport de l’inspection générale des finances et inspection générales des affaires sociales de décembre 2017, 60% des employeurs publics ont recours à des établissements et services d’accompagnement par le travail (ESAT).
- Les dépenses liées à l’insertion professionnelle des personnes handicapées, et des personnes lourdement handicapées.
- Les dépenses d’aménagement des postes de travail effectuées pour maintenir dans leur emploi les agents reconnus inaptes à l’exercice de leur fonction[9].

Les décrets de juin 2019 appliquant la loi du 5 septembre 2018 pour la liberté de choisir son avenir professionnel, des précisions ont été ajoutées sur la nature des dépenses permettant de réduire la contribution au FIPHFP. Les aménagements des postes de travail pour maintenir un agent handicapé font partie des dépenses déductibles. Ces décrets sont applicables à partir du 1er janvier 2020.

#### Le secteur privé
Il est possible de contribuer partiellement à l’obligation en faveur des travailleurs handicapés (OETH) par le recours aux contrats de fournitures, de sous-traitance ou de prestations de services. L’employeur privé ne peut s’en servir que pour remplir à moitié l’OETH, c’est-à-dire, à hauteur de 3%. Ces types de contrat doivent être passés avec des entreprises adaptées, ou des centres de distribution de travail à domicile (CDTD), créés et respectant les dispositions de l’article 5213-13 du Code du travail. Les établissements et services d’aide par le travail (ESAT), répondant aux articles L313-1 à L131-9 du code de l’action sociale et des familles, sont également recevables pour ce type de contrat. Enfin, l’employeur peut passer ces contrats avec des travailleurs indépendants handicapés reconnus bénéficiaires de l’obligation d’emploi.
L’employeur a la possibilité de conclure un accord de branche, de groupe, d’entreprise ou d’établissement afin de déterminer un programme en faveur des travailleurs handicapés. Ce programme s’étale sur une ou plusieurs années. « Ce programme doit comporter un plan d’embauche dans le milieu ordinaire, un plan de maintien dans l’entreprise et, soit un plan d’insertion et de formation, soit un plan d’adaptation aux mutations technologiques. La Direction régionale de l’économie, de l’emploi, du travail et des solidarités (DREETS) donne son agrément pour un accord sauf en cas d’accord de branche, l’agrément provient de la délégation générale à l’emploi et à la formation professionnelle (DGEFP) ». Dans ce cas, l’OETH n’est pas partiellement remplie mais elle est appliquée entièrement.
Et enfin, l’employeur privé peut contribuer à l’OETH avec une contribution annuelle à l’association de gestion du fonds pour l’insertion professionnelle des personnes handicapées (Agefiph). Cette contribution est due en cas de non-respect des 6% de l’OETH.

### Les freins à l'emploi et les mesures correctrices

#### Le domaine privé
80% des chefs d’entreprises considèrent l'embauche d'une personne handicapée comme un acte difficile. Parmi les raisons principales invoquées, il y a une inadéquation du handicap aux exigences des postes, la nécessité d’aménagements pouvant être lourde dans le cas de petites structures, la crainte de moindres efficacité, adaptabilité et polyvalence. Par ailleurs, les entreprises de taille modeste ne savent pas forcément à qui s'adresser lorsqu'elles désirent embaucher une personne handicapée face à la multitude d'acteurs dans le milieu du handicap. À l’inverse, les grosses structures peuvent disposer d'un service ressources humaines consacré à ce sujet.

#### Le domaine public
L’insertion des personnes en situation de handicap mental et handicap psychique demeure compliquée. Le centre de gestion des Alpes de Haute Provence a mis en place un projet personnalisé scolaire pour une jeune femme trisomique recrutée en « emploi avenir » puis titularisée. Cette politique a permis de sensibiliser son environnement de travail.
Le handicap atteint la plus haute marche des motifs de réclamation adressés au défenseur des droits dans le domaine de la lutte contre les discriminations dans l'emploi public. Le constat est bien là, être en situation de handicap multiplie plus facilement les chances de vivre une expérience de discrimination.
L’étude réalisée par Louise Philomène MBAYE en août 2018 « « Handicap et discrimination dans l’accès à l’emploi : un testing dans les établissements culturels » a pu démontrer des écarts importants entre une candidate de référence et une candidate en situation de handicap à des emplois publics. L’étude montre l’existence d’une discrimination à l’égard des personnes en situation de handicap. La candidate en situation de handicap a « 14,29% de chance en moins que la candidate de référence dans la fonction publique et 24,17% de chance en moins dans le secteur privé ». Le non-respect des normes d’accessibilité n’aide pas à l’embauche des personnes en situation de mobilité réduite.
La lutte contre la discrimination à l’embauche a permis pour les personnes en situation de handicap de pouvoir accéder aux trois fonctions publiques notamment par la voie du concours (avec ou sans aménagement) ou bien par la voie contractuelle. L’aménagement raisonnable permet à une personne en situation de handicap d’accéder à un emploi ou bien de conserver celui-ci.  
Afin de renforcer l’intégration professionnelle des travailleurs handicapés, le métier de référent handicap a été créé. Ses missions sont nombreuses et variées, et impliquent principalement l’information, l’accompagnement des travailleurs handicapés dans leur emploi. Il constitue un interlocuteur dans la mise en œuvre de la politique du handicap. Il tend à devenir indispensable dans la mise en œuvre des politiques du handicap par les employeurs, qu’ils soient publics ou privés. 
La loi sur la transformation de la fonction publique du 6 août 2019 apporte des évolutions sur le rôle du référent handicap. L’article 92 de cette loi dispose « Tout agent a le droit de consulter un référent handicap, chargé de l’accompagner tout au long de sa carrière et de coordonner les actions menées par son employeur en matière d’accueil, d’insertion et de maintien dans l’emploi des personnes handicapées.
« L’employeur veille à ce que le référent handicap dispose, sur son temps de travail, des disponibilités nécessaires à l’exercice de ses fonctions.
« La fonction de référent handicap peut être mutualisée entre plusieurs employeurs publics. »
Le FIPHFP a mis en place Handi’Pactes, un réseau de référents handicap. Il vise à accompagner les référents handicap dans leur professionnalisation. Il met en place, au niveau régional, des conférences, des ateliers, des échanges entre référents pour aider au développement de leur activité.
Le même mécanisme existe dans le secteur privé.

### L'emploi accompagné
L'emploi accompagné a été généralisé par Loi relative au travail, à la modernisation du dialogue social et à la sécurisation des parcours professionnels à la suite d'expérimentations sporadiques menées en France. Il consiste en un accompagnement sur mesure de la personne en situation de handicap au cours de ses démarches de recherche d'emploi, notamment dans la constitution de son projet professionnel, accompagnement qui se poursuit lors de la prise de poste où un conseiller en emploi accompagné peut servir d’intermédiaire entre l'entreprise et la personne.